# جانور سخنگو
جانور سخنگو (به انگلیسی: Talking animal, Speaking animal)، هر جانور غیرانسانی است که بتواند صداها یا حرکاتی شبیه به زبان انسان تولید کند. گونه‌ها یا گروه‌های مختلفی از جانوران شکل‌های ارتباطی ایجاد کرده‌اند که در ظاهر شبیه زبان کلامی است، با این حال، اینها معمولاً یک زبان در نظر گرفته نمی‌شوند زیرا بدون یک یا چند ویژگی تعیین‌کننده هستند، مانند دستور زبان، نحو، بازگشت و جابجایی. پژوهشگران در آموزش برخی از جانوران برای انجام ژست‌های مشابه با زبان اشاره پیروز شدند، اگرچه اینکه آیا این باید یک زبان در نظر گرفته شود یا خیر، مورد مناقشه قرار گرفته‌است.

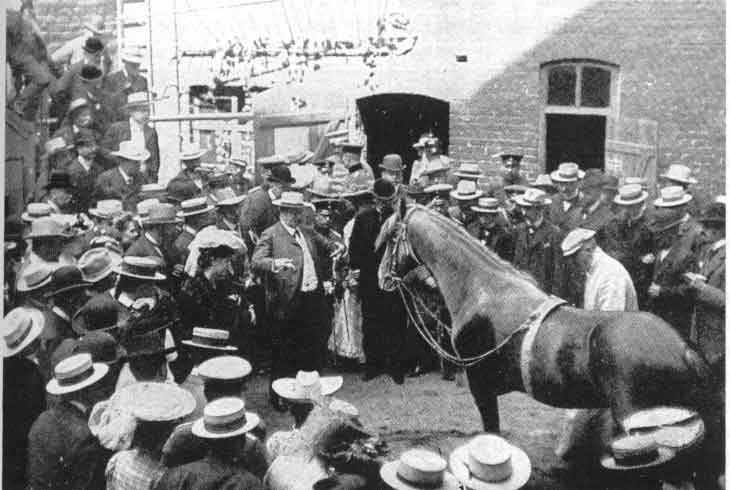
اسب باهوش هانس در حال اجرا